# Кропоткинская
«Кропо́ткинская» (до 1957 года — «Дворе́ц Сове́тов») — станция Московского метрополитена на Сокольнической линии. Расположена в районе Хамовники Центрального административного округа Москвы. Названа по площади Кропоткинские Ворота и Кропоткинской улице (ныне — площадь Пречистенские Ворота и улица Пречистенка). Открыта 15 мая 1935 года в составе первого участка метрополитена. Колонная трёхпролётная станция мелкого заложения с одной островной платформой. В перспективе будет связана пересадкой с проектируемой станцией «Волхонка» на Калининско-Солнцевской линии.

## История
Весной 1934 года архитектор Я. Г. Лихтенберг, работавший в архитектурном бюро Метростроя, привлёк своего товарища студенческих лет архитектора А. Н. Душкина к созданию проекта станции «Дворец Советов». Вместе они разработали проект станции, который был основан на архитектуре Древнего Египта — подземных безоконных постройках, освещаемым лишь масляными плашками вверху колонн. В первых числах августа 1934 года проект был утверждён. В чрезвычайно короткий срок авторами были сделаны рабочие чертежи, многие из которых прямо в карандаше передавались на стройку.
Вестибюль станции сооружен на месте храма Сошествия Святого Духа, известного с XIV века и снесенного в 1933 году.
Станция открыта 15 мая 1935 года в составе первого пускового участка Московского метрополитена из 13 станций — «Сокольники» — «Парк культуры» с ответвлением «Охотный Ряд» — «Смоленская».
Проект станции удостоен Гран-при на международных выставках в Париже (1937 год) и Брюсселе (1958 год), а также проект был удостоен Сталинской премии за архитектуру и строительство (1941 год).

## Название
Проектным названием станции было «Кропоткинские ворота», однако с открытия и до 8 октября 1957 года она называлась «Дворец Советов». Рядом со станцией на месте снесённого в 1931 году храма Христа Спасителя планировалось воздвигнуть грандиозный Дворец Советов. Станционный зал метро был задуман как подземный вестибюль Дворца. Строительство Дворца началось в 1939 году, но перед войной было прервано, а во время войны металлический каркас уже построенных семи этажей здания пустили на изготовление противотанковых ежей. Проект так и не был осуществлён. Позже брошенный котлован, вырытый для Дворца, был использован под плавательный бассейн «Москва», открытый в 1960 году. В 1994 году было принято решение о воссоздании храма (восстановлен и освящён к началу 2000 года), бассейн закрыт.
В 1957 году станция получила название «Кропоткинская» по бывшей площади Кропоткинские Ворота и Кропоткинской улице (ныне — площадь Пречистенские Ворота и Пречистенка), названных в честь Петра Алексеевича Кропоткина (1842—1921) — географа и путешественника, теоретика анархизма, родившегося в этом районе.
В 1991 году станцию предлагали переименовать в «Пречистенку».
5 декабря 2008 года, в день кончины патриарха Алексия II, общественное движение «Возвращение» предложило переименовать станцию в «Патриаршую».

## Расположение и вестибюли
Расположена между станциями «Библиотека имени Ленина» и «Парк культуры». Находится на территории района Хамовники Центрального административного округа Москвы.
Имеется наземный вестибюль полуциркулярной формы в виде арки, сооружённый по проекту архитектора С. М. Кравеца и расположенный в начале Гоголевского бульвара. Через него осуществляется выход к Гоголевскому бульвару, площади Пречистенские ворота и Гагаринскому переулку. В 1997 году вместе с Храмом был открыт северный выход, ведущий в подземные переходы (архитектор А. К. Рыжков) — на улицу Волхонка, Всехсвятский проезд, и к самому Храму Христа Спасителя. В дни крупных религиозных событий (рождественское и пасхальное богослужение в ХХС, а также в случае приезда в храм зарубежных православных святынь) северный вестибюль работает только для входа прихожан Храма Христа Спасителя; выход в город разрешается только священнослужителям храма.
| - Павильон станции - 1935 год - 2016 год |

## Архитектура и оформление
Конструкция станции — колонная трёхпролётная мелкого заложения (глубина заложения — 13 м). Построена по специальному проекту из монолитного бетона. Станция рассчитана на большой пассажиропоток, но в настоящее время её огромный зал загружен слабо. Архитектор станции — А. Н. Душкин.
Десятигранные колонны станции и путевые стены отделаны серовато-белым уральским мрамором «коелга» (до конца 1950-х годов путевые стены были покрыты фаянсовой плиткой). Пол выложен розовым и серым гранитом в шахматном порядке (первоначально покрытие было асфальтовым). Светильники вмонтированы в капители в верхних частях колонн. Стены кассового зала облицованы марблитом.
| - Отделка свода станции. 11 марта 2000 года. - Лестница в конце зала. 11 марта 2000 года. - Платформа в режиме работы концертного зала (серия концертов "Музыка в метро"), состав 81-714.5М/717.5М в качестве прикрытия |

## Культура
В 2005 году Банк России тиражом 10 000 экземпляров в рамках серии «Памятники архитектуры России» выпустил серебряную памятную монету «Станция метро „Кропоткинская“» номиналом 3 рубля.
Ночью 16 мая 2010 года на станции проходил ночной концерт камерного оркестра «Kremlin». Также в 2010-х годах на станции прошли несколько концертов с участием хора РГГУ; лестница в северном торце была использована для расстановки хора, перед ней был расположен оркестр; в 2017 году данный концертный формат в связи с созданием хора Московского метрополитена, руководитель которого сохранил пост руководителя хора РГГУ, переехал на станцию «Деловой центр» Солнцевской линии.
| - Реверс монеты «Станция метро „Кропоткинская“, г. Москва» - Станция во время ночного концерта в честь 76-летия Московского метрополитена - Станция во время ночного концерта в честь 76-летия Московского метрополитена |

## Станция в цифрах
- Код станции — 012.
- В марте 2002 года пассажиропоток составлял: по входу — 42 200 человек, по выходу — 41 900 человек.
- Таблица времени прохождения первого поезда через станцию[7]:

| По чётным числам                            | Будние дни | Выходные дни |
| По нечётным числам                          | Будние дни | Выходные дни |
| В сторону станции «Библиотека имени Ленина» | 05:54:00   | 05:54:00     |
| В сторону станции «Библиотека имени Ленина» | 05:54:00   | 05:54:00     |
| В сторону станции «Парк культуры»           | 05:44:00   | 05:44:00     |
| В сторону станции «Парк культуры»           | 05:44:00   | 05:44:00     |

## Наземный общественный транспорт
На этой станции можно пересесть на следующие маршруты городского пассажирского транспорта:
- Автобусы: м5, м6, с755

## Перспективы
В дальнейшем из центра зала планируется построить переход на будущую станцию «Волхонка» Калининско-Солнцевской линии.